# Batman: Arkham
Batman: Arkham è una trilogia di videogiochi d'avventura dinamica sviluppati da Rocksteady Studios e pubblicati da Warner Bros. Interactive a partire dal 2009.
Grazie alle meccaniche di gioco innovative ed una trama sfaccettata, gran parte della critica specializzata la riconosce come una delle migliori serie videoludiche incentrate sui supereroi.

## Videogiochi

### Capitoli principali
| Videogioco            | Data di uscita  | Piattaforme                             | Sviluppatore       |
| --------------------- | --------------- | --------------------------------------- | ------------------ |
| Batman: Arkham Asylum | 25 agosto 2009  | PlayStation 3, Xbox 360, Windows        | Rocksteady Studios |
| Batman: Arkham City   | 18 ottobre 2011 | PlayStation 3, Xbox 360, Wii U, Windows | Rocksteady Studios |
| Batman: Arkham Knight | 23 giugno 2015  | PlayStation 4, Xbox One, Windows        | Rocksteady Studios |

### Spin-off
| Videogioco                             | Data di uscita  | Piattaforme                             | Sviluppatore        |
| -------------------------------------- | --------------- | --------------------------------------- | ------------------- |
| Batman: Arkham City Lockdown           | 7 dicembre 2011 | Android, iOS                            | NetherRealm Studios |
| Batman: Arkham Origins                 | 25 ottobre 2013 | PlayStation 3, Xbox 360, Wii U, Windows | WB Games Montréal   |
| Batman: Arkham Origins Blackgate       | 25 ottobre 2013 | PlayStation Vita, 3DS                   | Armature Studios    |
| Batman: Arkham VR                      | 11 ottobre 2016 | PlayStation VR, Windows                 | Rocksteady Studios  |
| Suicide Squad: Kill the Justice League | 2 febbraio 2024 | PlayStation 5, Xbox Series X/S, Windows | Rocksteady Studios  |
| Batman: Arkham Shadow                  | 22 ottobre 2024 | PlayStation VR                          | Camouflaj Studios   |

## Personaggi

### Protagonisti
|           | Arkham Asylum | Arkham City | Arkham Knight |
| --------- | ------------- | ----------- | ------------- |
| Batman    | Si            | Si          | Si            |
| Batgirl   | Si            | Si          | Si            |
| Catwoman  | No            | Si          | Si            |
| Nightwing | No            | Si          | Si            |
| Robin     | No            | Si          | Si            |

### Alleati
|                   | Arkham Asylum | Arkham City | Arkham Knight |
| ----------------- | ------------- | ----------- | ------------- |
| Alfred Pennyworth | No            | Si          | Si            |
| James Gordon      | Si            | Si          | Si            |
| Martha Kane       | Si            | Si          | Si            |
| Thomas Wayne      | Si            | Si          | Si            |
| Nora Fries        | No            | Si          | Si            |
| Vicki Vale        | No            | Si          | Si            |
| Azrael            | No            | Si          | Si            |
| Amadeus Arkham    | Si            | No          | No            |
| Talia al Ghul     | No            | Si          | No            |

### Antagonisti
|                  | Arkham Asylum | Arkham City | Arkham Knight |
| ---------------- | ------------- | ----------- | ------------- |
| Enigmista        | Si            | Si          | Si            |
| Harley Quinn     | Si            | Si          | Si            |
| Joker            | Si            | Si          | Si            |
| Killer Croc      | Si            | Si          | Si            |
| Poison Ivy       | Si            | Si          | Si            |
| Bane             | Si            | Si          | No            |
| Cappellaio Matto | No            | Si          | Si            |
| Maschera Nera    | No            | Si          | Si            |
| Mr. Freeze       | No            | Si          | Si            |
| Pinguino         | No            | Si          | Si            |
| Uomo Calendario  | No            | Si          | Si            |
| Clayface         | Si            | Si          | No            |
| Due Facce        | No            | Si          | Si            |
| Hush             | No            | Si          | Si            |
| Ra's al Ghul     | No            | Si          | Si            |
| Spaventapasseri  | Si            | No          | Si            |
| Victor Zsasz     | Si            | Si          | No            |
| Deadshot         | No            | Si          | No            |
| Deathstroke      | No            | No          | Si            |
| Firefly          | No            | No          | Si            |
| Arkham Knight    | No            | No          | Si            |
| Hugo Strange     | No            | Si          | No            |
| Man-Bat          | No            | No          | Si            |
| Solomon Grundy   | No            | Si          | No            |

## Produzione

### Sviluppo
Il primo videogioco della serie, Batman: Arkham Asylum, è stato ideato da Sefton Hill con la collaborazione di Paul Dini, già sceneggiatore dell'omonimo cartone animato; lo sviluppo del titolo è iniziato nel maggio del 2007, quando Eidos Interactive ha acquisito i diritti sul marchio Batman dalla DC Comics e li ha poi ceduti a Rocksteady Studios.
Batman: Arkham Asylum è stato annunciato il 1º agosto 2008 attraverso il centottantacinquesimo numero della rivista Game Informer; nel mese di ottobre hanno iniziato a circolare in rete alcune immagini del videogioco, seguite poi dal primo trailer ufficiale pubblicato il 9 dicembre.
Il 7 agosto 2009 è stata pubblicata, in contemporanea mondiale, la versione dimostrativa di Batman: Arkham Asylum su Xbox Live e PlayStation Network.

### Doppiaggio
Per la versione statunitense del primo videogioco della serie, Batman: Arkham Asylum, sono stati confermati Kevin Conroy e Mark Hamill come doppiatori di Batman e del Joker.
Per la versione italiana sono stati chiamati al microfono tutti i doppiatori ufficiali del cartone animato.

## Accoglienza
Fin dalla sua prima pubblicazione, con Batman: Arkham Asylum, la serie ha ricevuto ampi consensi di critica: nell'ottobre del 2009 ha conquistato il primato per il videogioco di supereroi più acclamato dell'epoca su Metacritic, mentre nel marzo del 2010 ha vinto il premio di miglior titolo ai British Academy Video Games Awards.
Il primato è stato superato dal seguito, Batman: Arkham City, che lo ha portato ad essere eletto da Metacritic come uno dei migliori videogiochi del decennio.
Il terzo capitolo, Batman: Arkham Knight, è stato elogiato dalla critica ed è diventato uno dei videogiochi più venduti del 2015; nel marzo del 2016 ha vinto il premio di miglior titolo agli Empire Awards.